# Neoseiulus coatesi
Neoseiulus coatesi är en spindeldjursart som först beskrevs av Schultz 1972.  Neoseiulus coatesi ingår i släktet Neoseiulus och familjen Phytoseiidae. Inga underarter finns listade i Catalogue of Life.